# 澳門浸信中學

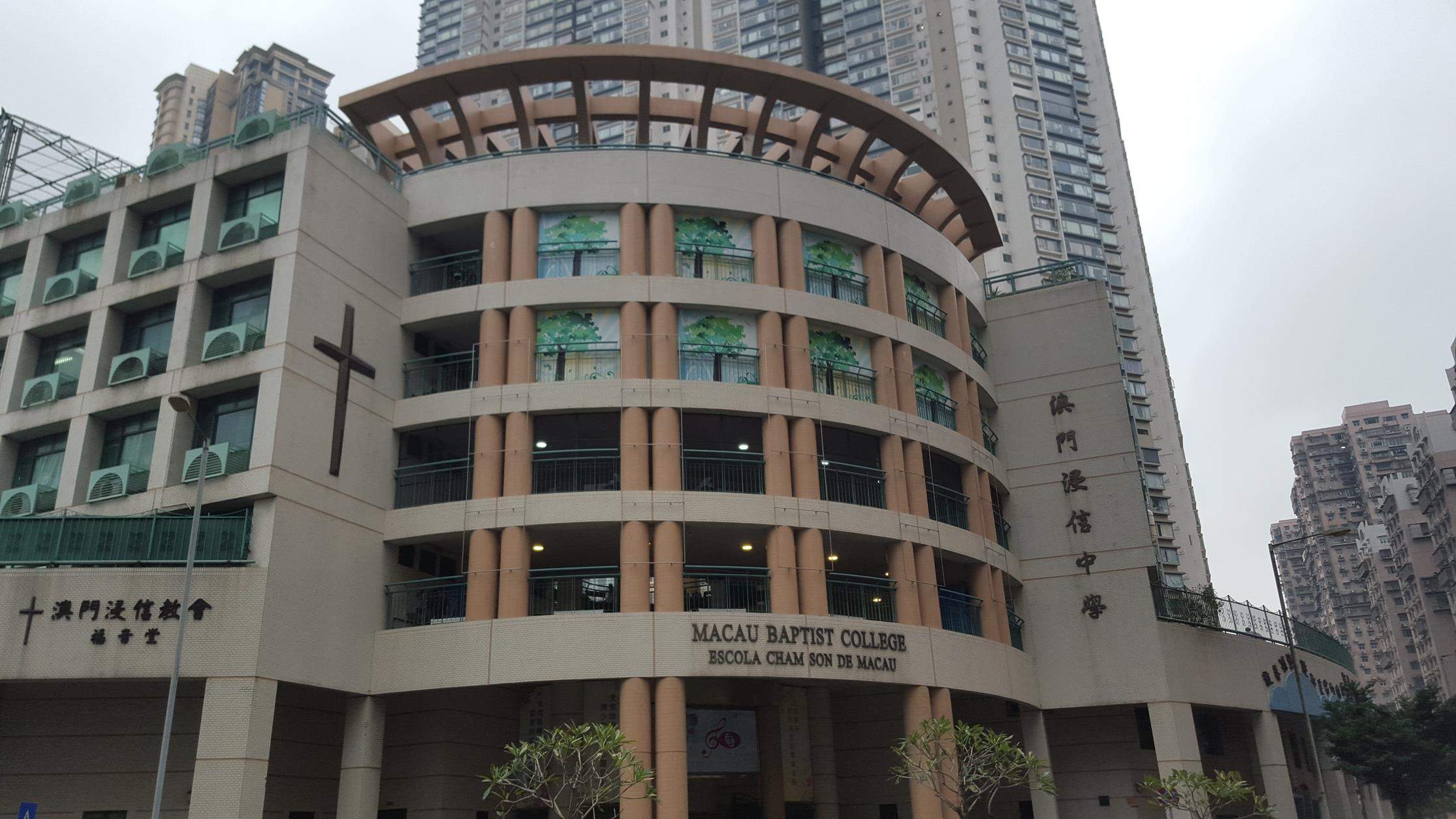
中學部正門(2016年時期)

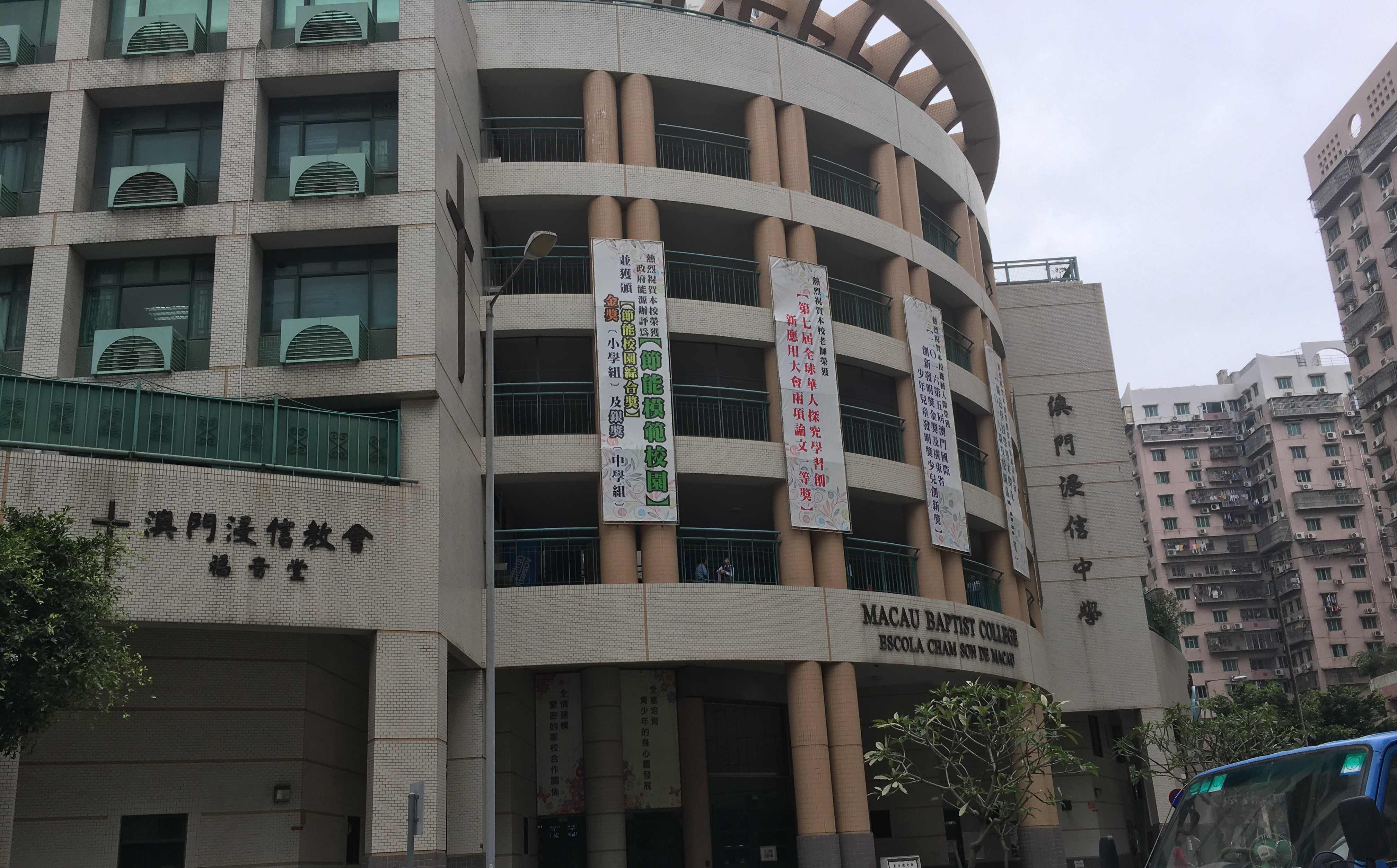
中學部正門(2017年時期)

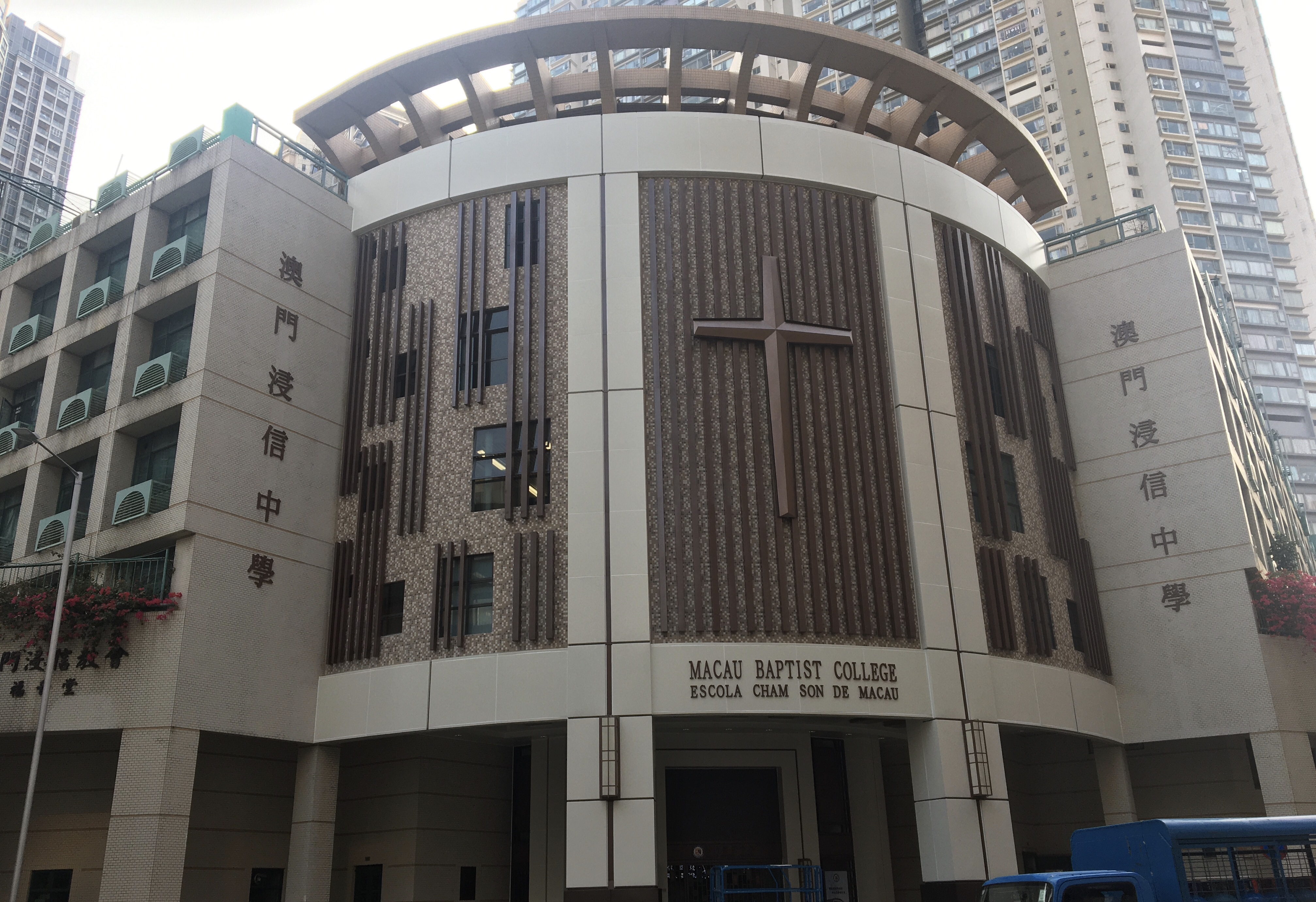
中學部正門(2021年時期)

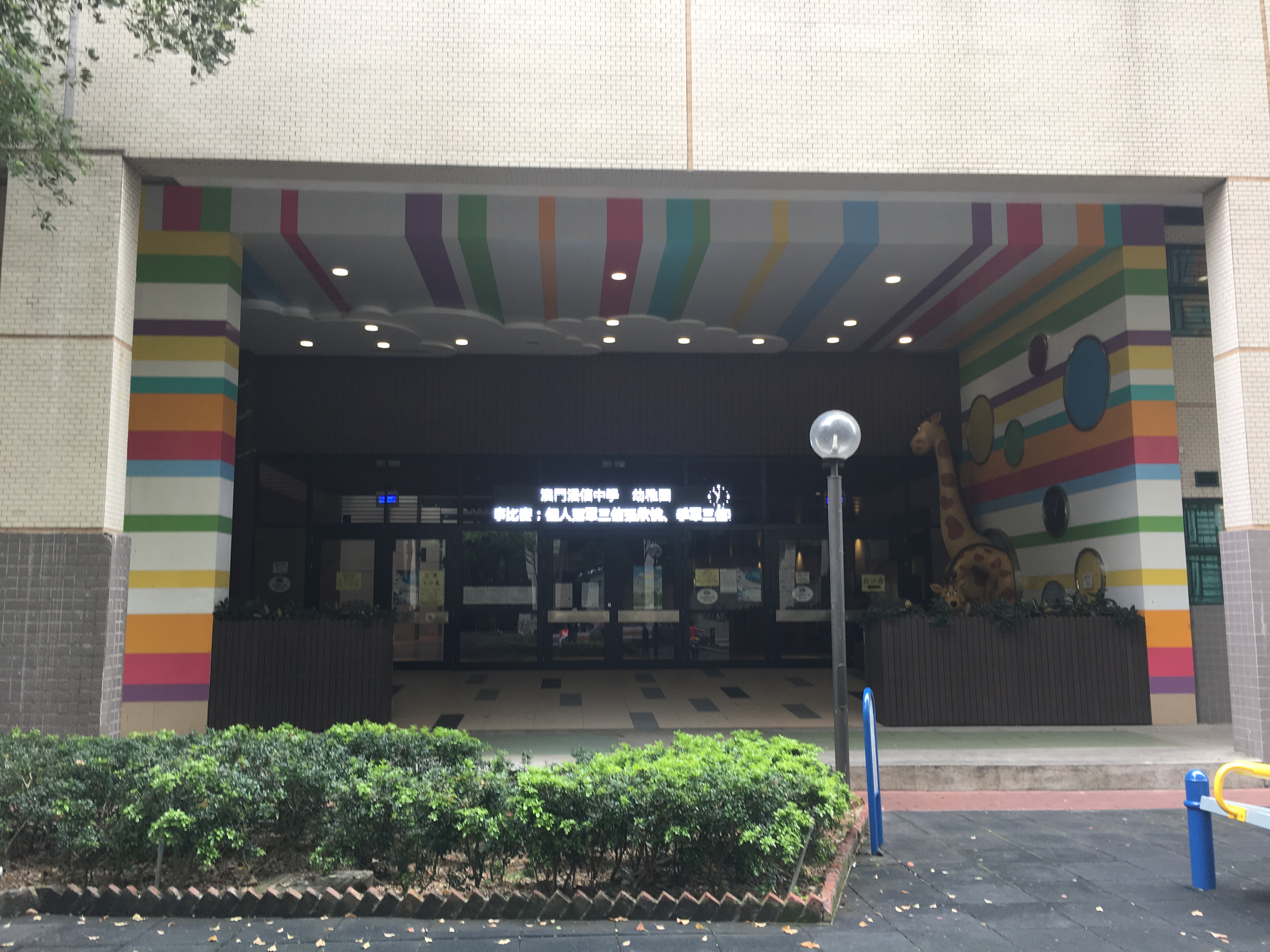
幼稚園部正門(2017年時期)

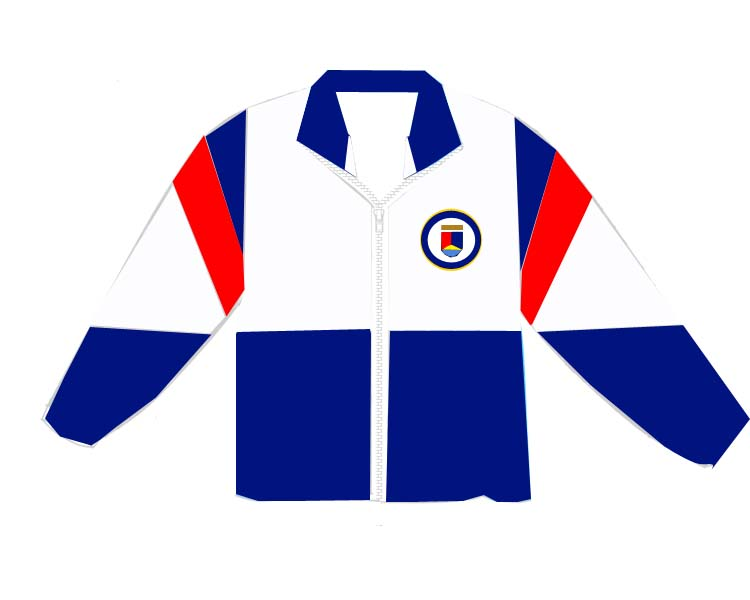
冬季運動服外套樣版

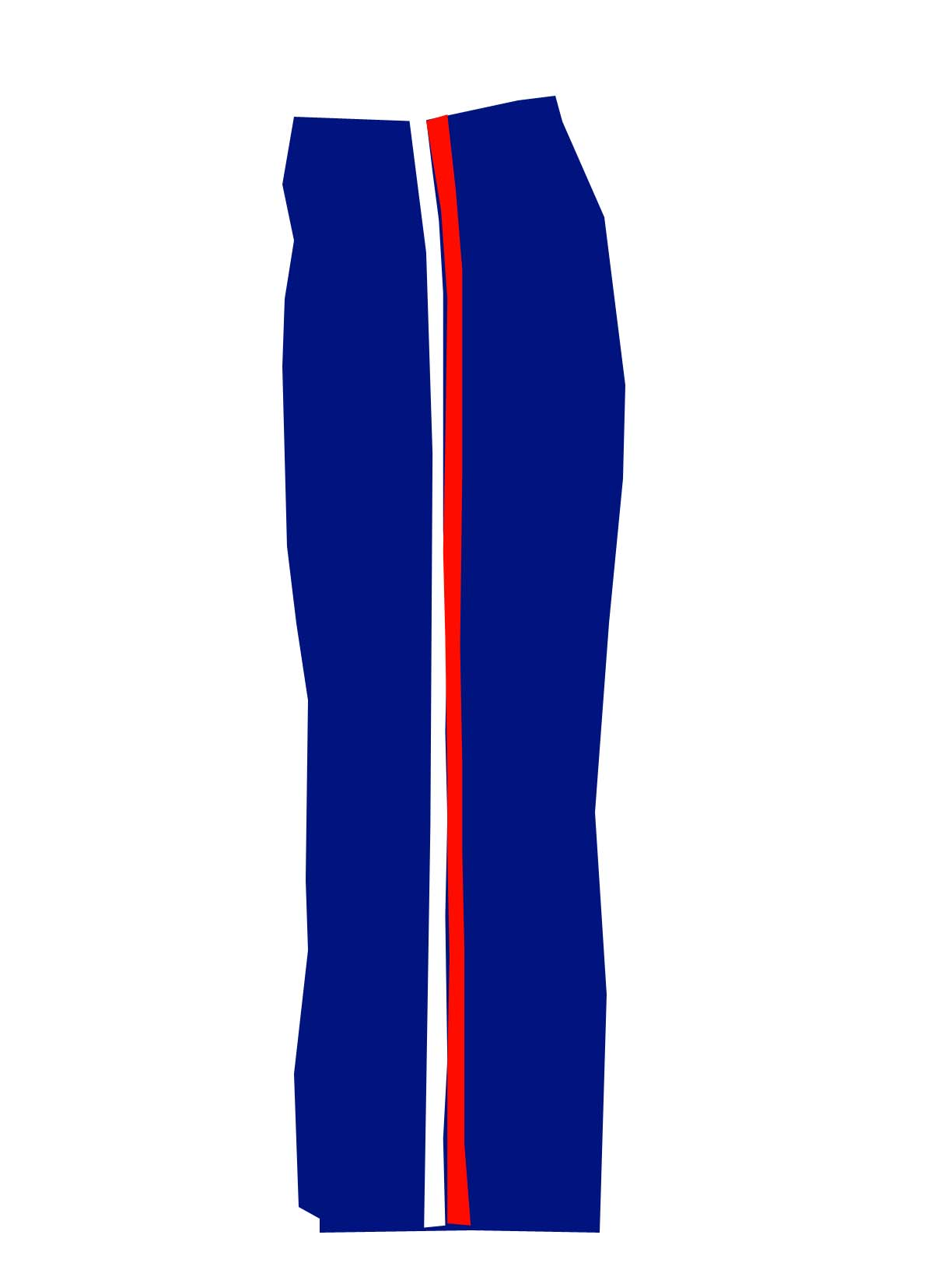
冬季運動服樣版

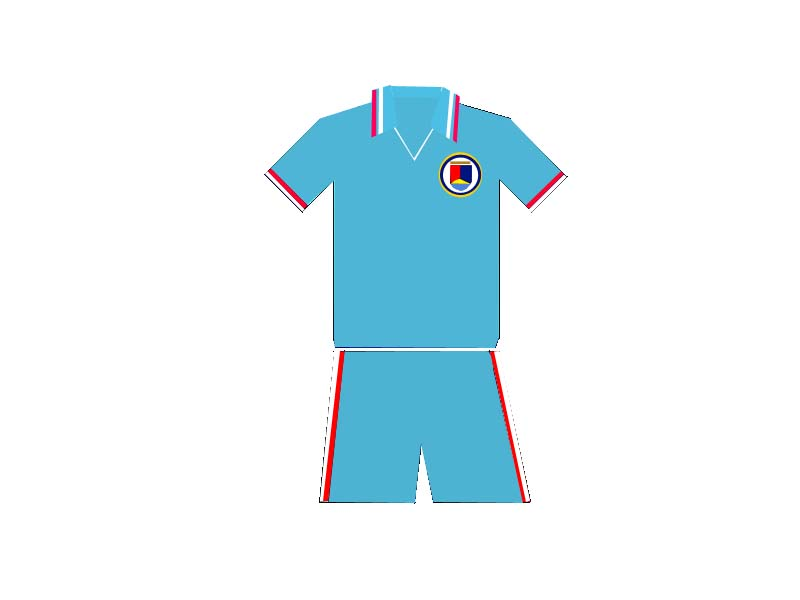
夏季運動服樣版

澳門浸信中學（葡萄牙語：Escola Cham Son de Macau）為基督教浸信會所開辦的學校。創校宗旨乃本基督精神，校訓；信、望、愛，均取自聖經教訓。目前有學生一千九百多名，教職員工逾五百人，現任校長為黃志剛博士。

## 歷史
學校成立於1904年，1961年秋季改為五年制中學，1957年度加建三樓校舍，增設初中，至1961年度改辦五年制中學，設有幼稚園兩班，小學六班及五年制中學四班。1966年，因一二三事件，中學被逼停辦，小學及幼稚園仍繼續維持，後因學生人數不如理想，1975年後全部停辦。
1979年重新開辦幼稚園，翌年增辦小學，1987年復辦初中，1990年繼續開辦高中部。
2019年獲“國際啟發潛能教育學校大獎”

## 校訓
如今常存的有信、有望、有愛；這三樣，其中最大的是愛。——（哥林多前書十三章十三節）

## 學生會
於2004年成立。

## 著名校友

### 傳播界
- 建燁- 澳門報章專欄作家、澳門天文學會宣傳部長
- 李傑奇- 澳廣視新聞主播

#### 演員
- 梁子龍, 凌永豪- 澳門舞台表演組合「花漾壯男」的成員之一
- 馬思霖- 澳門演員、模特兒、舞台劇演員，「飛夢映画」成員之一

#### 歌手
- 何綺玲- 香港女子組合「Cookies」的舊成員之一
- 陳佳- 澳門歌手
- 程文政- 澳門歌手
- 馬曼莉- 現為香港Starj & Snazz娛樂旗下藝人

### 民間社團
- 蔡文政- 澳台青年交流促進會創會會長,澳門青年聯合會理事長
- 梁少雄- 前任全台港澳學聯主席
- 趙積明- 博士，曾任澳門浸信中學資訊科技科組長，現任澳門城市大學數據科學學院教師。澳門中華教育會理事。主要任教大數據課程，研究範圍是元宇宙、電子政務。

### 運動員
- 王瑞璋- 澳門奧運劍擊運動員